# آن هيلز
آن هيلز (بالإنجليزية: Anne Hills)‏ هي مغنية أمريكية، ولدت في 1953 في مراد آباد في الهند.

## وصلات خارجية
- الموقع الرسمي
- آن هيلز على موقع ميوزك برينز (الإنجليزية)
- آن هيلز على موقع ديسكوغز (الإنجليزية)